# Taramundi
Taramundi és un conceyu, una parròquia i una vila de la Comunitat Autònoma del Principat d'Astúries. Limita al nord amb San Tiso d'Abres i A Veiga, a l'est amb Vilanova d'Ozcos i A Veiga, al sud amb Santalla d'Ozcos i Lugo, i a l'oest amb Lugo. També és la capital del mateix concejo.
És un dels municipis d'Asturies en els quals es parla gallec.
Va ser la pionera a Espanya en turisme rural, arrencant aquest en l'any 1984. Actualment posseïx cases de llogaret, hotels i museus i conjunts etnográficos, entre els quals cap destacar el museu dels molins de Mazonovo, definit com la major exposició de molins per metre quadrat d'Espanya.

## Geografia
Des del punt de vista geològic el territori de Taramundi té les mateixes característiques que tots els de la comarca, és a dir, el seu sòl pertany al silurià amb gran presència de pissarra, apareixent barrejades amb petites mostres de quarsita i calcària. En les riberes del riu Cabreira es pot apreciar un petit tros de terreny al·luvial, sent l'única zona on apareix aquesta diferenciació del terreny.

### Relleu
La seva topografia està conformada per muntanyes trencades i escabroses, barrejades amb diverses valls orientats en totes les adreces i formats pels quantiosos rierols i rierols que banyen el municipi de Taramundi. El concejo representa a una figura gairebé ovalada delimitada per un conjunt de serres i cordales. Així pel nord trobem els vedats de Guiar, i més a l'est la serra de Piedrafita amb unes altures que van des dels 600 als 900 metres. També en la seva part oriental i anant cap al sud albirem la serra d'Ouroso, trobant la cota màxima del concejo amb 1033 metres. En la seva part meridional tenim les serres de Sendiña a l'est i la de Teixedais a l'oest, amb altures superiors als 900 metres. A més de tot aquest conjunt d'accidents muntanyencs situat en les seves zones limítrofes, cal destacar la serra de Eirua, compresa en la seva meitat nord i amb elevacions superiors als 700 metres.

### Hidrografia
La seva xarxa hidrogràfica està composta per nombrosos rierols i rierols que solquen tot el territori i que baixen abundants d'aigües. D'entre tots ells destacarem tres rius. El Ouria, que discorre per la part nord de la serra de Eirua i forma el límit del concejo amb A Veiga i d'aquest amb San Tirso per a arribar a desembocar al riu Eo. Els altres dos rius són el Turia i el Cabreira i banyen la part meridional de Taramundi, rebent al seu pas les aigües de diversos rierols. Ambdós s'uneixen en la localitat de Mall Novo, desembocant també en l'Eo. De la seva climatologia cal dir que Taramundi pertany a una zona juntament amb A Veiga i San Tirso en la qual no es presenten grans diferències de temperatures. No obstant això, en estar una mica allunyat de la costa marina i per la influència de les muntanyes l'hivern es fa més dur que altres zones. Quant a la seva vegetació, en Taramundi encara podem apreciar algunes taques de boscos de castanys, roures, bedolls i algunes zones de pinedes i d'eucaliptus, aquests en les parts baixes de la serra de Guiar. La seva fauna fluvial és la més rica, podent trobar en les seves cabaloses aigües nombrosos exemplars de truchas.

## Capital
La capital del concejo és la localitat de Taramundi, situada dintre de la parròquia de San Martín. És el nucli de població més important dintre de tot el concejo i conserva una gran quantitat i varietat d'elements naturals, arquitectònics i etnogràfics que fan d'ella una parada obligada per a qualsevol turista que visiti la comarca. És aquí on va néixer una classe de turisme molt arrelada actualment, el turisme rural, amb la reconstrucció per a tal efecte d'un complex hoteler en La Rectoral, antiga casa parroquial.

## Evolució demogràfica

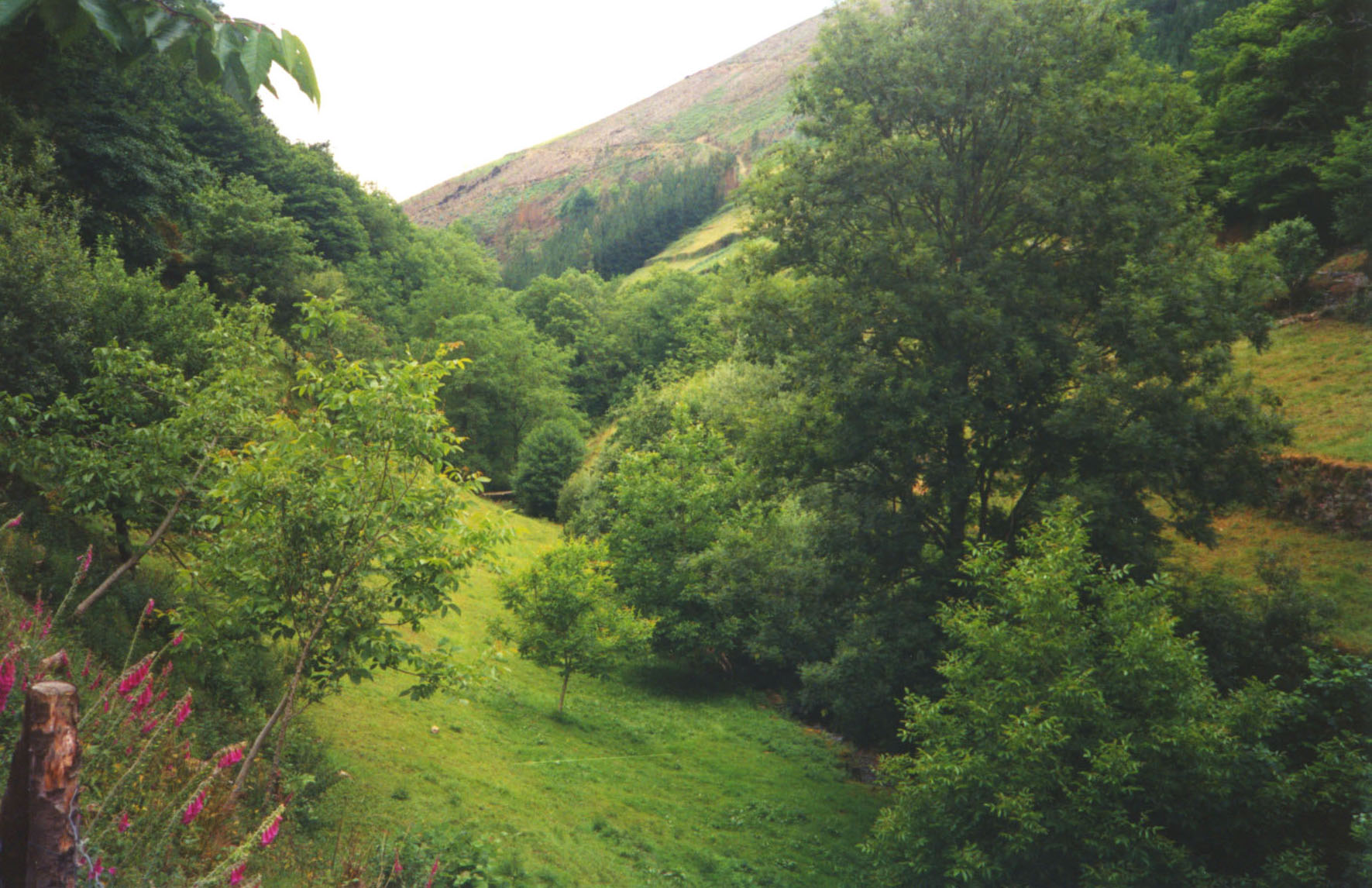
Paisatge de Taramundi

La tendència mostrada pel concejo durant l'últim segle en la seva evolució poblacional poc difereix dels del seu al voltant, mostrant-nos un progressiu despoblament dels nuclis rurals, que posen en perill algunes entitats poblacionals. Afortunadament, en els últims temps una esperança s'obre per a tota aquesta comarca i aquesta no és altra que la implantació d'un turisme rural que animi a reactivar tota la zona, gaudint en ella i amb ella dels seus meravellosos paisatges. Però anem a analitzar les causes que van originar aquest decreixement. Sens dubte l'emigració va tenir una mica que veure en tot el procés, produint-se moviments i sortides, a principis de la centúria passada, cap a llocs ultramarins a les Amèriques, i ja a mitjan segle cap a les zones més industrialitzades de la regió, sent aquestes últimes les quals veritablement van afectar el municipi. Amb tot això l'estructura demogràfica de Taramundi va quedar bastant desequilibrada, presentant una piràmide de població inversa amb majoria de gent de més avançada edat.
Quant a la distribució de la població direm que aquesta s'agrupa en quatre parròquies que són les de San Pedro de Bres, San Julián de Ouria, San Martín de Taramundi i La nostra Senyora de les Neus en Veigas, sent la cabdal Taramundi, l'única que supera el centenar d'habitants.

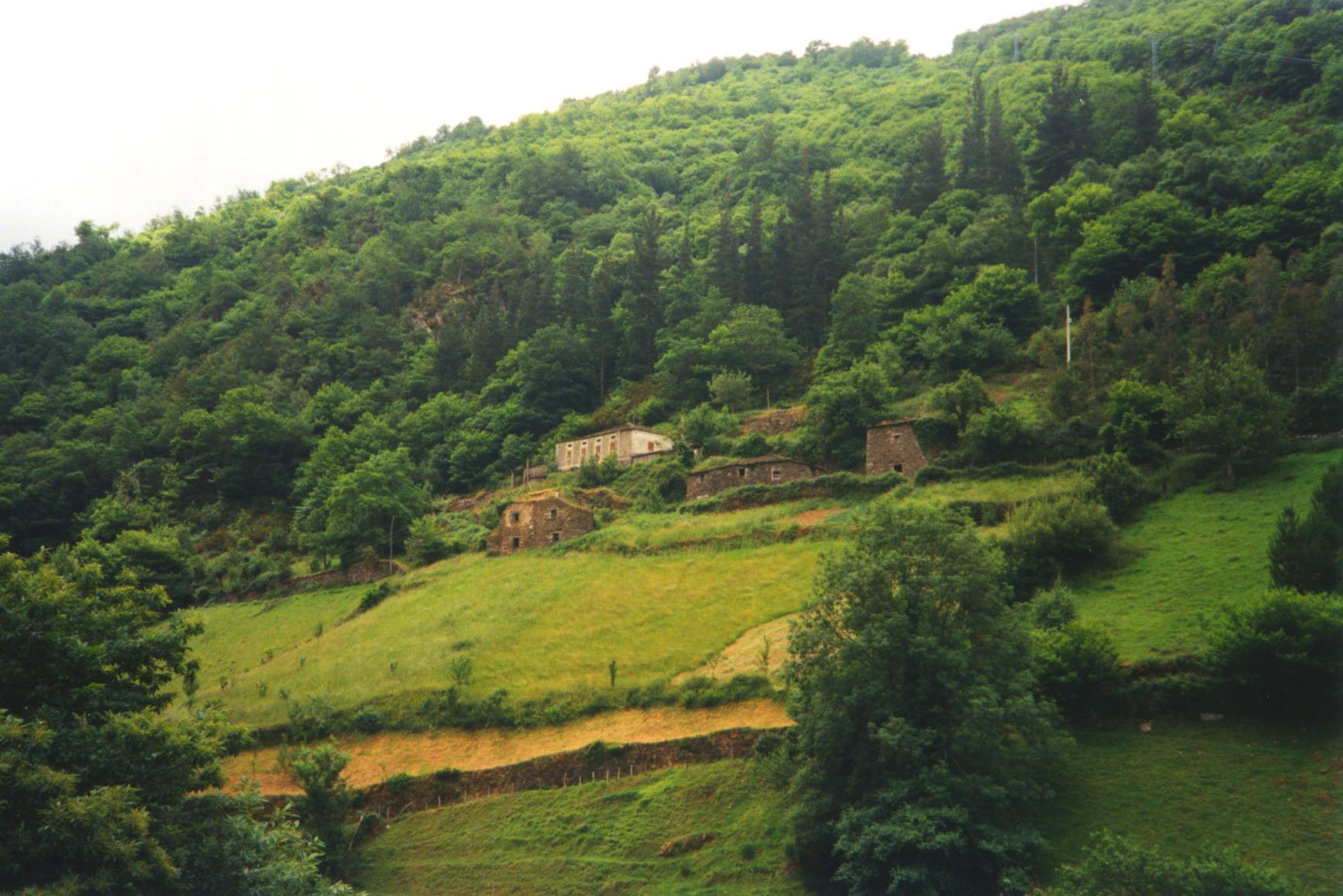
Paisatge de Taramundi

Dintre de l'activitat econòmica en la zona cal comentar que últimament el sector primari ha anat perdent pes dintre de Taramundi, si bé encara és el que més ocupació ens oferix amb un 53,6% de la població activa. La majoria de les explotacions locals treballen amb la cabanya bovina, presentant un equilibri entre les quals es treballen per a la producció làctia i la càrnia. També és destacable la presència d'un bon nombre de caps porcins. El sector secundari i de la construcció representa al 21,06% de la població, sent aquesta última activitat la qual ha experimentat un major augment durant aquests últims anys, seguint la tònica general de tota la regió.
Cal no oblidar-se de les alimentàries, desenvolupades recentment amb mesures potenciadores dels recursos tradicionals i típics de la zona. Cal comentar de la mateixa manera la important indústria artesana gavinetera desenvolupada al concejo, que va utilitzar, i segueix usant molins, malls i batanes moguts per la força de l'aigua. Quant al sector terciari, aquest genera a un total del 25,34% de les ocupacions locals, el que representa un augment cada vegada major d'aquest dintre de la repartició de les ocupacions en els tres sectors. Això ve donat per la repercussió del turisme rural en tot el municipi, sent un dels pioners en aquesta classe de gaudi, amb l'obertura dels primers apartaments llogables en les antigues dependències parroquials de La Rectoral.

## Parròquies

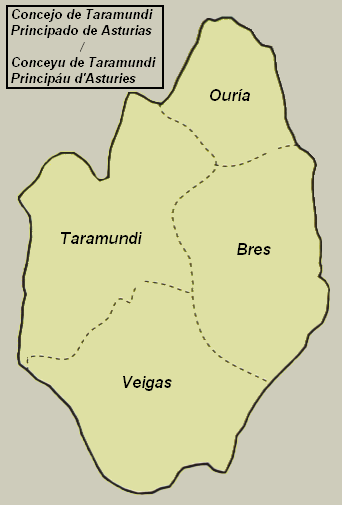
Mapa parroquial de Taramundi

- Bres
- Ouría
- Taramundi
- Veigas

## Història
Els primers signes que demostren l'existència de vida humana al concejo es remunten a temps epipaleolítics, com ho demostren les restes de les necròpolis tumulars trobats en els contraforts de la Serra d'Ouroso i les forests de Pereira i Navallo. De l'època de dominació romana, queden al concejo diversos topònims com els noms d'O Castro a Ouria i O Castros a Taramundi, que van ser habitats per egobarros, i que van ser fundats per a treballar les explotacions auríferes en la zona.
Durant el segle passat, i en relació amb aquesta etapa històrica van ser trobades diverses medalles de bronze corresponents a l'època de dominació de l'emperador Neró. De les èpoques de la monarquia Asturiana, de l'alta i baixa edat mitjana, poques coses podem aportar. El més destacable i veritablement més important va ser la pertinença del concejo al poderós i vast territori de Castropol fins al segle xv. Durant aquest temps tots els alcaldes, administradors i jutges dels diferents ajuntaments pertanyents a Castropol es reunien en el camp de Tablado on rebien ordres del poder episcopal. Però tota aquesta dependència de Castropol va acabar amb la desamortització portada a terme pel rei Felip II arran d'haver de sufragar les despeses implicades per les diferents guerres en les quals estava immiscuïda la corona espanyola.
Per aquesta causa ven als habitants dels pobles les antigues regidories bisbals, consumant-se a Taramundi aquest fet amb la venda en 1584 de les parròquies de San Martín de Taramundi i San Julián de Ouria, adquirint la promesa que mai més seria separat de la corona. Al juny de 1584 es van triar un regidor i tres regidors, dos per Taramundi i un per Ouria, que van elaborar les primeres lleis del concejo, contant per a això amb la participació de diversos veïns comissionats. Algunes d'aquestes ordenances van estar en vigor fins a l'any 1783.
El segle xviii ve marcat per una incipient i fructuosa indústria ferrícola, com així ho demostren els sis malls d'espalmar i les fargues reconegudes en el cadastre d'Ancorada.
En el segle xix aquesta indústria sofreix un procés de canvi, havent de convertir-se en una producció molt més específica a conseqüència de la moderna siderurgia que s'instal·la en el nord del país. Avui dia encara es treballa en aquesta branca del treball, conservant velles tradicions i elements que fan que Taramundi produeixi uns excel·lents navalla i ganivets, objecte de compra per al turisme.